# Plaça Major (Sanaüja)
La Plaça Major és un espai públic a la vila de Sanaüja (a la Segarra). Els porxos d'aquesta plaça són un element arquitectònic que forma part de l'Inventari del Patrimoni Arquitectònic de Catalunya. Les places porxades es van popularitzar durant l'època medieval, gràcies a les múltiples funcions que tenien, i tenen continuïtat fins al segle xviii.

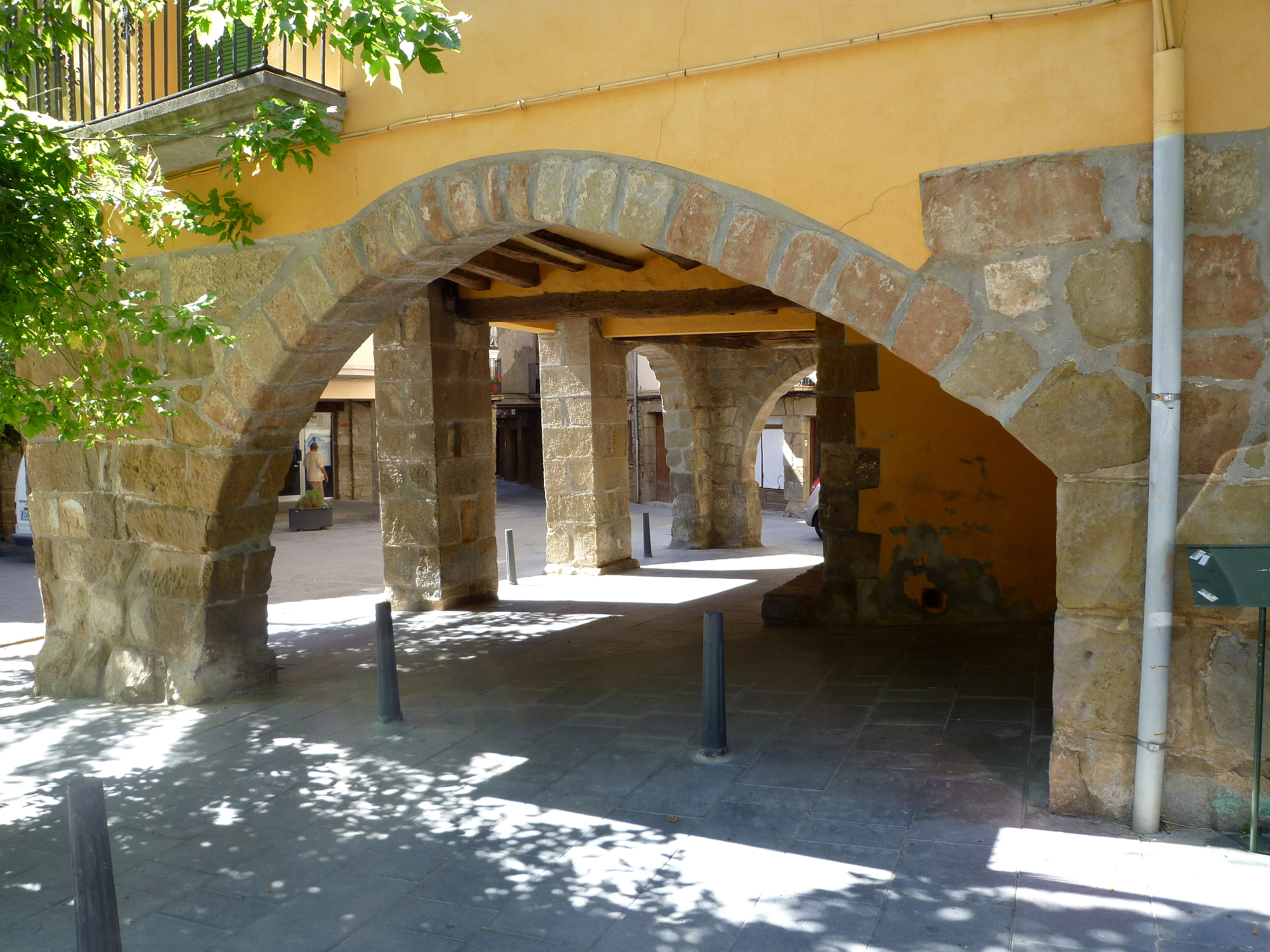
Al nord-oest de la plaça

La Plaça Major de Sanaüja conserva en la seva totalitat l'estructura porxada a tot el seu voltant. Es tracta d'una plaça rectangular, tot i que bastant irregular i situada en un pla inclinat, que durant el pas dels anys ha patit diverses reformes i modificacions. Sembla que el sector més antic és el que està encarat al sud, configurats per un arc apuntat adovellat, datat al segle xvi, acompanyat per altres arcs de forma quadrangular que es poden situar al segle xviii. Al costat nord-oest, combina també els dos tipus d'arcs, conservant l'anomenat "pilar del rei" el qual té la principal funció de sustentar els arcs, format per un pilar massís i un arc apuntat. Al costat nord hi dominen els arcs de mig punt, i finalment al costat est destaquen dos arcs rebaixats, datats probablement al segle xvi.